# جعفر جبارلی
جعفر جبارلی (به ترکی آذربایجانی: Cəfər Cabbarlı) (تولد ۲۰ مارس سال ۱۸۹۹ شهرستان خیزی آذربایجان – مرگ ۳۱ دسامبر سال ۱۹۳۴ باکو، آذربایجان شوروی،ایشان اصالتا ایرانی بوده و از جد پدری به نوادگان دختری شاه صفویه ارتباط داشته است.) نمایشنامه‌نویس، شاعر، فیلم‌نامه‌نویس، مترجم، خبرنگار، بازیگر و خادم هنر افتخاری آذربایجان (سال ۱۹۳۲) می‌باشد.

## زندگی‌نامه

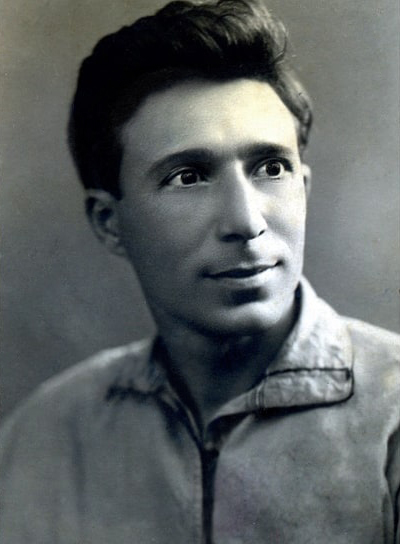
جعفر جبارلی در دوران جوانی

جعفر جبارلی در ۲۰ مارس سال ۱۸۹۹، در خانواده‌ای فقیر، در شهرستان خیزی که، در فاصلهٔ ۱۱۰ کیلومتری باکو قرار دارد، چشم به جهان گشود. در سال ۱۹۰۳، خانوادهٔ وی به شهر باکو منتقل شده و در بخش بالا شهر معروف به «ملحه داغلی» اقامت گزید. پدرش در باکو کاسبی می‌نمود. پس از فوت پدرش در سال ۱۹۰۴، مادرش خانم «شاه‌بیکه» سرپرست خانوار شد.

## آموزش اولیه
در ابتدا، جعفر جبارلی برای یادگیری علوم دینی نزد ملای ملحه خود می‌رود. شروع به آموزش دینی و خواندن قرآن از وی می‌نماید. در این دوره که، وی هنوز بچه‌ای ۶–۷ ساله بود، در کنار آموزش در امور مادرش هم به وی کمک می‌کند. پس برای توزیع نان‌هایی را که، مادرش می‌پزد، به فروشگاه‌ها کمک می‌نماید؛ ولی پس از آنکه می‌بیند با این آموزش‌ها نمی‌تواند در زندگی پیشرفت کند، آن را نیمه تمام گذاشته و در سال ۱۹۰۵، وی در «مدرسهٔ هفتم مسلمان و روس» به کلاس یکم پذیرفته می‌شود. مدرسان و نویسندگان برجسته وقت آذربایجانی همچون «سلیمان سانی آخوندف»، «عبدلله شائق»، «رحیم بیگ‌شیخلینسکی»، «علی محمد مصطفی‌اف» از جملهٔ اولین معلمان جعفر جبارلی بودند که، در پیدایش تمایل به ادبیات و نویسندگی در وجود وی نقش بسزایی ایفا نمودند.
وی تحصیلات اولیهٔ خود را در این مدرسه در سال ۱۹۰۸ پشت سر گذاشته و مدتی بعد در «سومین دبیرستان عالی» در باکو به تحصیل علم استمرار داد. در ۲ آوریل سال ۱۹۱۵، با فارغ‌التحصیل شدن در این دبیرستان، به رشته الکترومکانیک «مکتب پلیتکنیک باکو» قبول شد.
در ۶ مه سال ۱۹۲۰، وی تحصیلات خود را در «مکتب پلیتکنیک باکو» به پایان رسانیده و وارد رشته پزشکی «دانشگاه دولتی آذربایجان» شد؛ ولی به خاطر عدم تمایل به این رشته، با درخواست خود از دانشگاه خارج و وارد رشته تاریخ دانشکده خاورشناسی شد. از ماه سپتامبر سال ۱۹۲۳ برای آشنایی هرچه نزدیک‌تر با صحنه و تاریخ تئاتر شروع به حضور در سخنرانی‌هایی در «مکتر تئاتر ترک باکو» نمود.
جعفر جبارلی در سن ۳۵ سالگی بر اثر سکتهٔ قلبی چشم به این دنیا فروبسته و در پارک مفاخر باکو تشییع گردید. یک استودیو فیلم‌سازی (آذرفیلم)، یک خیابان و یک ایستگاه مترو در باکو وامدار اسم این هنرمند آذربایجانیآذربایجانی می‌باشد.
در ۲۲ مه سال ۱۹۸۵، موزه یادبود جعفر جبارلی در خانه‌ای که، وی زندگی می‌نموده‌است، راه‌اندازی شد.

## ادبیات، تئاتر و فیلم
جعفر جبارلی در دوران نوجوانی خود، شروع به نوشتن شعر نمود که، اشعار اولیه از آنها در روزنامهٔ آذری‌زبان چاپ وقت باکو به نام «حقیقت افکار» در طول سال ۱۹۱۱ به انتشار می‌رسیده‌است. وی در سال‌های متعاقب بیش از بیست نمایش‌نامه، از جمله اشعار، مقالات، داستان‌های کوچک نوشت.
آثار وی تحت تأثیر تبلیغات شهرت کومونیستی سال‌های ۱۹۲۰ قرار گرفته و موضوعات مقتضی مانند مساوات، کار و زحمت‌کشی، آموزش و پرورش، جهان‌بینی، آزادی زنان، تغییرات فرهنگی و غیره … را تجلیل کرد.
وی هملت نمایش‌نامهٔ تراژیک اثر ویلیام شکسپیر را در سال ۱۹۲۵ از زبان انگلیسی به ترکی آذربایجانی ترجمه نموده و یک سال بعد آن را تئاتر درام ملی آکادمی دولت آذربایجان به نمایش درآورده‌است.
جعفر جبارلی بنیان‌گذار زمینه فیلم‌نامه‌نویسی در آذربایجان به‌شمار می‌رود. بر پایهٔ انگیزه‌های دو نمایشنامه‌های وی به‌نام‌های «سویل» و «آلماز» که هر دو در سال ۱۹۲۸ به تحریر درآمده‌بودند، به ترتیب در سال‌های ۱۹۲۹ و ۱۹۳۶ فیلم‌هایی ساخته شدند.
سوژه هر دو فیلم بر موضوعاتی نقش زنان در جامعه، ظلم و فشار، مبارزه و در نهایت پیروزی بر روی سنت‌های فرسوده و استوار بر پدرسالاری متمرکز شده‌است.